# Chemiluminiscence

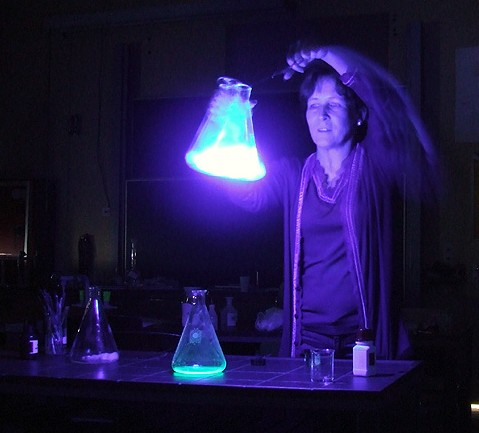
Chemiluminiscenční reakce v Erlenmeyerově baňce

Chemiluminiscence je luminiscence, vyvolaná energií uvolněnou při chemické reakci, tedy světélkování doprovázející chemické reakce některých látek.
Chemiluminiscence, jinak též chemické světlo, vzniká přímou přeměnou chemické energie na světelnou. Uvolněná chemická energie převádí atomy nebo molekuly do energeticky bohatšího, tzv. excitovaného stavu, které takto získanou energii uvolňují ve formě světelných kvant (fotonů). Protože při chemiluminiscenci téměř vůbec nevzniká teplo, bývá světlo produkované některými chemickými reakcemi nazýváno také jako studené.
Některé chemické reakce jsou doprovázeny vysíláním světla (světélkováním). Při těchto reakcích vzniká meziprodukt v elektronicky vybuzeném stavu, který vyzařuje svou nadbytečnou energii ve formě fotonu (obvykle viditelného světla). Pokud tyto reakce probíhají při běžných teplotách, představují takzvané „studené světlo“ na rozdíl od „horkého světla“ vysílaného plamenem nebo rozžhaveným tělesem. Známým příkladem je světélkování fosforu při jeho pomalé oxidaci na vzduchu, při níž se vytváří oxid ve vybuzeném stavu. Jiným příkladem je oxidace luminolu v alkalickém roztoku peroxidu vodíku, při níž je emitováno jasně zelené světlo.
Chemiluminiscence je zdrojem světélkování mnoha živých organismů (světlušky, houby, ryby, hnilobné bakterie). Zde se nazývá bioluminiscence. Při ní je vysílání světla zapříčiněno reakcemi oxidace látek v organismu.
Chemiluminiscence byla známa už 1000 let před naším letopočtem. První teze o bioluminiscenčních organismech byly zveřejněny v Číně. První chemiluminiscenční reakce byla náhodně objevena hamburským alchymistou Hennigem Brandem v roce 1669 (Phosphorus Mirabilis, záře fosforových par při oxidaci atmosférickým kyslíkem nebo vodou). Brand se domníval, že v lidské moči je zlato. Odpařil několik tisíc litrů lidské moči a pomocí dřevěného uhlí redukoval fosfát přítomný v moči na fosfor. Žluté páry fosforu při kondenzaci s vodou světélkovaly.
Termín chemiluminiscence poprvé užil v roce 1888 Eilhard Wiedemann.
Vznikající elektromagnetické záření je zpravidla vyzařováno v oblasti ultrafialového záření a viditelného světla. Pokud k luminiscenci dochází v infračerveném pásmu, používá se termín infračervená chemiluminiscence.